# Psychotria nubicola
Psychotria nubicola är en måreväxtart som beskrevs av George Taylor. Psychotria nubicola ingår i släktet Psychotria och familjen måreväxter. Inga underarter finns listade i Catalogue of Life.